# エアプサン391便火災
エアプサン391便火災事故とは、2025年1月28日に韓国の金海国際空港で、香港国際空港に向けて離陸準備をしていたエアプサン391便（エアバスA321）の機内で発生した火災事故（航空事故）である。乗員乗客176人は緊急脱出し、死者は出なかった。

## 機体
事故機のエアバスA321-231（HL7763）は製造番号3297として製造され、2007年10月30日に初飛行、2017年5月までアシアナ航空で運用されており、2017年6月にエアプサンに売却されていた。

## 反応
エアプサンは2025年2月にモバイルバッテリーを機内の手荷物棚に保管することを禁じた。さらに、国土交通部は2025年3月1日にモバイルバッテリーの機内持ち込みを制限し、1つずつビニール袋に入れた状態で座席前のポケットに保管するよう求めた。
また、この件を受け、日本の国土交通省も2025年7月1日に航空会社に対して、モバイルバッテリーを手荷物棚へ収納しないよう乗客へ要請することを求めた。

## 調査
乗客の証言から手荷物棚にあった電子機器またはバッテリーが火元として指摘されていた。2025年3月14日に公開された韓国国土交通部の航空・鉄道事故調査委員会による調査結果では、出火場所は機内後方の荷物棚の周辺と推定され、近くからモバイルバッテリーの残骸が見つかったものの、損傷が激しく、ショートの原因までは判断が難しいため、調査継続の判断が下された。